# Boy Raaymakers
Boy Raaymakers (* 1944; † 30. Dezember 2018) war ein niederländischer Jazzmusiker (Trompete, Flügelhorn, Komposition).

## Leben und Wirken
Raaymakers studierte auf dem Konservatorium in Arnhem und war Mitte der 1960er Jahre der treibende Jazzinnovator in Nijmegen. Er spielte zunächst in der dortigen Charlestown Jazz Band Dixieland. 1967 wechselte er zum Free Jazz. Mit dem Free Music Quintet von Pierre Courbois war er im selben Jahr auf Europatournee. Dann gründete er eine eigene Gruppe, zu der Burton Greene und Noel McGhee gehörten. Er war an Aufnahmen mit neuer Musik beteiligt und spielte in den Bands von Boy Edgar, Theo Loevendie und im Orkest De Boventon, dessen Ko-Leader mit Herman de Wit er zwischen 1979 und 1989 war. 1974 holte ihn Willem Breuker als Gründungsmitglied in sein Kollektief, dem er mehr als drei Jahrzehnte (bis 2006) verpflichtet blieb. Daneben gründete er 1977 mit Maarten van Norden ein eigenes Quartett, dem zunächst Arjen Gorter und Rob Verdurmen angehörten und das 1979 die LP Chicken Song veröffentlichte. Auch spielte er in der Waterland Big Band von Loek Dikker, in der Band von J. C. Tans (Around the World) und begleitete mit dem Sextett von Michiel Braam Greetje Bijma. Er ist auch auf Alben der Gruppo Sportivo und von Sean Bergin zu hören.

## Diskographische Hinweise
- Free Music Quintet Free Music 1 & 2 (ESP 1968, mit Peter van de Locht, Erwin Somer, Ferdi Rikkers, Pierre Courbois)
- Pierre Courbois, Edgar M. Böhlke, Oskar Gottlieb Blarr, Erwin Sommer, Ferdi Rickers, Boy Raaymakers, Peter van de Locht Free Music & Orgel (Schwann 1969)
- Quintet Boy Raaijmakers (Eurosound 1974)
- Maarten Van Norden / Boy Raaymakers Quartet Chicken Song (BVHaast 1979, mit Arjen Gorter, Peter Nykyruj)